# Fisksjön, Karlskoga
Fisksjön är en stadsdel i Karlskoga. Stadsdelen är namngiven efter det intilliggande naturreservatet Fisksjön. Fisksjön är ett bostadsområde med villor med närhet till skogen och Fisksjön, med naturreservat. Stadsdelen gränsar till miljonprogramsområdet Baggängen. Skola / barnomsorg och affärer finns också nära till hands.
Gården Fisksjön finns upptagen någon gång mellan 1580 och 1600.